# Джафар-шах
Джафар-шах (перс. جعفرخان زند‎; ум. 23 января 1789) — шах Персии (Ирана) из династии Зендов (1785—1789). Сын Садик-хана (1707—1781), беглербега Фарса (1757—1775) и правителя Южного Ирана (1779—1781).

## Биография
В 1779 году после смерти Карим-хана Зенда, фактического правителя Ирана (1763—1779), началась междоусобная борьба за власть между его сыновьями и братьями. В 1779 году Садек Хан Занд, правитель Фарса, поднял восстание против своего брата Заки-хана, которое было подавлено. Заки-хан свергнул своего племянника Абу-л-Фатха, сына и наследника Карим-хана. Вскоре против Заки-хан поднял мятеж его племянник Али Мурад-шах, сын Олла Мурад Кайтус-хана. Заки-хан выступил в поход против племянниа, но был убит собственными воинами. Али Мурад-шах захватил Шираз, сверг Мухаммада Али и вернул шахский престол его брату Абу-л-Фатху. В том же 1779 году Садек-хан занял Шираз и ослепил своего племянника Абу-л-Фатха. Садик-хан провозгласил себя правителем Шираза и Южного Ирана. В 1780 году Садек-хан назначил своего сына Джафара беглербегом Исфахана. Тогда же Али Мурад-шах объявил себя правителем Исфахана и выступил против своего дяди Садик-хана. Али Мурад нанес два поражения Садик-хану и после длительной осады взял Шираз. В 1781 году Садик-хан был взят в плен казнен. Али Мурад объявил себя шахом Персии и сделал своей столицей Исфахан.
В феврале 1785 года во время одного из подохов против Ага Мохаммед Каджара Али Мурад-шах скончался. Новым шахом стал его двоюродный брат Джафар-шах (1785—1789), сын Садик-хана. Джафар-шах вел неудачную борьбу против Ага Мохаммед Каджара. В том же 1785 году Джафар-шах был изгнан каджарами из Исфахана и отступил в Шираз, который избрал своей новой столицей.
В январе 1789 года персидский шах Джафар-шах вместе со своими приближенными был убит в Ширазе заговорщиками, во главе которых находился его родственник и соперник Сайед Мурад-шах. Сеид Мурад объявил себя новым шахом Персии. В мае 1789 года Лотф Али-шах, старший сын Джафар-шаха, с войском захватил Шираз и казнил Сеид Мурад-хана.